# Heteroschismoides
Heteroschismoides is een geslacht van tandschelpen uit de  familie van de Entalinidae.

## Soorten
- Heteroschismoides antipodes Scarabino & Caetano, 2008
- Heteroschismoides meridionalis Scarabino & Caetano, 2008
- Heteroschismoides subterfissus (Jeffreys, 1877)